# Ulidiíneos
Ulidiíneos (Ulidiinae) são uma subfamília de moscas da família Ulidiidae . Como a subfamília Otitinae, a maioria das espécies são herbívoras ou saprófagos. A maioria das espécies de compartilhar com as Mosca-das-frutas incomum alongada projeção do sexo anal célula na asa, mas podem ser diferenciadas pela suave curva veia sub-costal. A maioria são de coloração cinza a castanho brilhante ou preto voa com a celulose R1 ou, em alguns casos, nu.
1. ↑  A. Freidberg (ed.). «Myennidini, a new tribe of the subfamily Otitinae (Diptera: Ulidiidae), with discussion of the suprageneric classification of the family» (PDF). Israel Journal of Entomology. Biotaxonomy of Tephritoidea (volume 35–36). ISSN 0075-1243